# Stephen Rea
Stephen Rea (Belfast, Irlanda del Nord, 31 d'octubre de 1946), és un actor de cinema i teatre britànic.

## Biografia
Rea va néixer a Belfast en una família de quatre fills de classe obrera presbiteriana, va estudiar a la Universitat Queen's de Belfast. Rea va estar casat de 1983 a 2003, amb una antiga activista de l'IRA Provisional, Dolours Price, amb qui va tenir dos fills. Resideix avui a Dublín, Irlanda i és un dels ambaixadors per a Irlanda de l'UNICEF.

## Carrera
Es va formar a l'Abbey Theatre de Dublín. A finals dels anys 1970, ha treballat a la societat Focus a Dublín amb Gabriel Byrne i Colm Meaney. En la prohibició de la difusió sobre el Sinn Féin imposada pel govern de Margaret Thatcher, va ser contactat per posar el seu talent d'actor al servei del moviment independentista. Després d'haver aparegut en escena, a la televisió i en el cinema durant nombrosos anys a Irlanda i a la Gran Bretanya, Rea ha atret l'atenció internacional quan ha estat nominat per l'Oscar al millor actor i el BAFTA al millor actor per la pel·lícula The Crying Game. Ha col·laborat freqüentment amb el realitzador irlandès Neil Jordan; sobretot a Entrevista amb el vampir, Michael Collins, Breakfast on Pluto o Ondine. Rea ha estat molt de temps associat amb alguns dels escriptors més importants a Irlanda. El seu lligam amb el dramaturg Stewart Parker per exemple, ve de quan eren estudiants junts a la Universitat Queen's.
Rea ha ajudat a establir el Field Day Theatre Company  el 1980 amb Tom Paulin, Brian Friel, Seamus Heaney i Seamus Deane. En reconeixement de la seva contribució al teatre i arts de l'escena, Rea ha rebut doctorats honorífics de la universitat Queen's de Belfast i de la universitat de l'Ulster el 2004. Destaca per la seva interpretació del paper de l'inspector Eric Finch a la pel·lícula V de Vendetta, sobretot per a la seva implicació amb el món de l'activisme independentista irlandès El 1996 va protagonitzar juntament amb Lindsay Duncan l'estrena teatral de "Ashes to ashes" d'Harold Pinter, que va visitar Barcelona en el marc de la "Tardor Pinter".

## Filmografia
- 1982: Angel, de Neil Jordan
- 1984: En companyia de llops (The Company of Wolves), de Neil Jordan: el jove groom
- 1985: The Doctor and the Devils, de Freddie Francis: Timothy Broom
- 1990: Life Is Sweet, de Mike Leigh: Patsy
- 1992: The Crying Game, de Neil Jordan: Fergus
- 1994: La princesa Caraboo (Princess Caraboo), de Martha Coolidge: Noel Riordan
- 1994: Entrevista amb el vampir (Interview with the Vampire), de Neil Jordan: Santiago
- 1994: Prêt-à-Porter, de Robert Altman: Milo O'Brannigan
- 1995: Le Lit, de Marion Hänsel
- 1995: Ciutadà X (Citizen X), de Chris Gerolmo: Tinent Viktor Burakov
- 1996: Trojan Eddie, de Gillies MacKinnon: Trojan Eddie
- 1996: The Last of the high kings, de David Keating: el taxista
- 1996: Michael Collins, de Neil Jordan: Ned Broy
- 1996: Escape, de Robert Dornhelm: Sean Dowd
- 1996: Butcher Boy, de Neil Jordan: Francie adulte
- 1996: Crime of the Century  de Mark Rydell: Bruno Hauptmann
- 1997: Double Tap, de Greg Yaitanes: Cypher
- 1998: Still Crazy, de Brian Gibson: Tony Costello
- 1998: Premonitions, de Neil Jordan: Docteur Silverman
- 1998: The Life before this, de Jerry Ciccoritti: Brian
- 1999: I Could Read the Sky, de Nicola Bruce
- 1999: Guinevere, d'Audrey Wells: Connie
- 1999: The End of the Affair, de Neil Jordan: Henry Miles
- 2000: In Dreams, de John Carney: Doctor Silverman
- 2001: The Musketeer, de Peter Hyams: Richelieu
- 2001: Evelyn, de Bruce Beresford: Michael
- 2002: FeardotCom, de William Malone: Alistair Pratt
- 2002: The I Inside, de Roland Suso Richter: Doctor Newman
- 2003: Proud, de Mary Pat Kelly: Barney Garvey
- 2003: Assassí (Control), de Tim Hunter: Arlo
- 2003: Bloom, de Sean Walsh: Leopold Bloom
- 2005: Esmorzar a Plutó (Breakfast on Pluto), de Neil Jordan: Bertie
- 2005: V de Vendetta, de James McTeigue: Inspector Finch
- 2005: Tara Road, de Gillies MacKinnon: Colm
- 2006: Sisters de Douglas Buck
- 2007: Stuck de Stuart Gordon
- 2007: Until Death de Simon Fellows: Gabriel Callaghan
- 2007: The Reaping: Pare Costigan
- 2009: Nothing Personal: Martin
- 2009: Ondine de Neil Jordan: el capellà
- 2011: Roadkill: Seamus
- 2011: Blackthorn, de Mateo Gil: Mackinley
- 2011: The Shadow Line (sèrie TV): Gatehouse
- 2012: Underworld: Awakening de Måns Mårlind i Björn Stein: Dr. Jacob Lane
- 2020: The Stranger (TV)

## Guardons[calcitació]

### Nominacions
- 1993. Oscar al millor actor per The Crying Game
- 1993. BAFTA al millor actor per The Crying Game
- 1997. Globus d'Or al millor actor en minisèrie o telefilm per Crime of the Century
- 2012. BAFTA al millor actor secundari per The Shadow Line